# كورديلاوات
الكورديلاوات (الاسم العلمي: Cordylinae) هي أسرة من الحيوانات تتبع فصيلة الكورديلات من رتبة الحرشفيات.

## أجناس الكورديلاوات
- الكورديلة
  - الكورديلة